# John A. Lynn
John Albert Lynn II, né le 18 mars 1943, est un historien militaire américain. Il a écrit sur divers sujets, avec une préférence pour l'Europe du XVe siècle au XVIIIe siècle. 

## Biographie
John Albert Lynn obtient son Bachelor of Arts en 1964 de l'université de l'Illinois à Urbana-Champaign, puis son MA de l'université de Californie à Davis en 1967. Il complète son doctorat en histoire à l'université de Californie à Los Angeles en 1973. Par la suite, il se spécialise en histoire militaire.
De 2003 à 2007, John Lynn sert comme président de l'United States Commission on Military History. De 2005 à 2007, il est vice-président de la Society for Military History.
Depuis 2011, il enseigne l'histoire à l'université Northwestern. En 2017, professeur émérite de l'université de l'Illinois à Urbana-Champaign, il enseigne également l'histoire à cette université.
John Lynn est récipiendaire de l'ordre des Palmes académiques remis par le gouvernement français et du Ouissam alaouite remis par le roi Mohammed VI du Maroc.

## Publications
- (dir.) The Tools of War : Ideas, Instruments, and Institutions of Warfare, 1445–1871, University of Illinois Press, 1990.
- (dir.) Feeding Mars : Logistics in Western Warfare from the Middle Ages to the Present, Westview Press, 1993.  (ISBN 0-813-31865-3) (OCLC 26307640).
- The Bayonets of the Republic : Motivation and Tactics in the Army of Revolutionary France, 1791–94, Westview Press, 1996.
- (en) Giant of the Grand Siècle : The French Army, 1610-1715, Cambridge, Cambridge University Press, 1998, XX-651 p. (ISBN 0-521-57273-8, présentation en ligne), [présentation en ligne].
- The Wars of Louis XIV, 1667–1714, Longman, 1999.
  - Les guerres de Louis XIV, 1667-1714 [« The Wars of Louis XIV, 1667-1714 »]  (trad. de l'anglais par Bruno Demangeot), Paris, Perrin, coll. « Pour l'histoire », 2010, 430 p. (ISBN 978-2-262-02456-7). Réédition : Les guerres de Louis XIV, 1667-1714 [« The Wars of Louis XIV, 1667-1714 »]  (trad. de l'anglais par Bruno Demangeot), Paris, Perrin, coll. « Tempus » (no 561), 2014, 561 p., poche (ISBN 978-2-262-04755-9).
- The French Wars 1667-1714 : the Sun King at War, Osprey Publishing, 2002.  (ISBN 1-841-76361-6) (OCLC 50101401).
  - Format poche : Basic Books, 2004.  (ISBN 978-0813333724).
- Battle : A History of Combat and Culture, Westview Press, 2003.  (ISBN 0-813-33372-5) (OCLC 58548315) [critique de la revue Publisher's Weekly].
- Women, Armies, and Warfare in Early Modern Europe, Cambridge University Press, 2008.  (ISBN 0-521-89765-3) (OCLC 232656888) [critique de la revue Clio].